# Янош Кальмар
Янош Кальмар (угор. Kalmár János, нар. 16 квітня 1942, Будапешт, Угорщина) — угорський фехтувальник на шаблях, бронзовий призер Олімпійських ігор 1968 року.

## Виступи на Олімпіадах
| Олімпіада   | Дисципліна     | Місце |
| ----------- | -------------- | ----- |
| Мехіко 1968 | командна шабля | 3     |